# Епархия Кисии
Епархия Кисии (лат. Dioecesis Kisiiana) — епархия Римско-Католической Церкви с центром в городе Кисии, Кения. Епархия Какамеги входит в митрополию Кисуму. Кафедральным собором епархии Какамеги является церковь святого Иосифа в городе Какамега.

## История
21 мая 1960 года Римский папа Иоанн XXIII издал буллу Divina Christi, которой учредил епархию Кисии, выделив её из епархии Кисуму. В этот же день епархия Какамеги вошла в митрополию Найроби.
18 октября 1993 года епархия Кисии передала часть своей территории для возведения новой епархии Хома Бэя.
21 мая 1990 года епархия Бунгомы вошла в митрополию Кисуму.

## Ординарии епархии
- епископ Морис Отунга (21.05.1960 — 15.11.1969);
- епископ Tiberius Charles Mugendi (15.11.1969 — 17.12.1993);
- епископ Joseph Mairura Okemwa (19.12.1994 — по настоящее время).

## Источник
- Annuario Pontificio, Libreria Editrice Vaticana, Città del Vaticano, 2003, ISBN 88-209-7422-3
- Булла Divina Christi, AAS 53 (1961), стр. 97  (лат.)